# یاسوکی کیموتو
یاسوکی کیموتو (انگلیسی: Yasuki Kimoto؛ زادهٔ ۶ اوت ۱۹۹۳) بازیکن فوتبال اهل ژاپن است.
از باشگاه‌هایی که در آن بازی کرده‌است می‌توان به باشگاه فوتبال سرزو اوساکا اشاره کرد.